# 창원시의회
창원시의회는 경상남도 창원시 지역을 관할하는 기초의회이다.